# 자전거 탄 풍경
자전거 탄 풍경은 2001년에 결성된 대한민국의 포크 밴드이다. 초기에는 강인봉, 김형섭, 송봉주의 3인조로 활동하였으나, 중간에 강인봉, 김형섭의 포크 듀오 나무자전거와 송봉주 1인의 풍경으로 나뉘어 활동하기도 하였다. 2011년 재결합하여 정규 3집 《Yestermorrow》를 발표하였다.

## 개요
자전거 탄 풍경은 자전거의 강인봉, 탄의 김형섭, 풍경의 송봉주, 세 명으로 이루어져 있다. 2001년 1집 앨범 《자전거 탄 풍경》으로 데뷔한 후, 타이틀 곡인 〈너에게 난, 나에게 넌〉이라는 곡으로 대중의 큰 사랑을 받았다. 이 곡은 영화 《클래식》과 《올림푸스》CF에 삽입되기도 하였다. 2003년 영화 《선생 김봉두》에 "보물"이 수록되었고, 후에 이 곡은 개그 콘서트의 "마빡이" 코너(2006.08.27~2007.03.25 방영)에 삽입되어 "마빡이 송"으로 불리며 인기를 끌었다.

## 구성원
| 이름   | 소개 |
| 강인봉 | - 생년월일 : 1966년 1월 23일(59세) - 출생지 : 대한민국 서울특별시 - 포지션 : 기타, 키보드, 보컬 - 학력 : 고려대학교 언론대학원 (석사과정) |
| 김형섭 | - 생년월일 : 1968년 8월 11일(57세) - 출생지 : 대한민국 서울특별시 - 포지션 : 기타, 보컬 - 학력 : 명지대학교 경영학사                      |
| 송봉주 | - 생년월일 : 1969년 10월 13일(55세) - 출생지 : 대한민국 서울특별시 - 포지션 : 기타, 하모니카, 보컬                                        |

## 앨범

### 정규/비정규 음반
- 1집 《자전거 탄 풍경》 (2001년 4월 11일)
- 1.5집 《너희가 통기타를 믿느냐》 (1st Project Album) (2001년 12월 1일)
- 2집 《드림》 (2002년 9월 6일)
- 2.5집 《Made In JTP》 (2nd Project Album) (2003년 9월 9일)
- 3집 《Yestermorrow》 (2012년 4월 9일)

### O.S.T
- 클래식 OST (The Classic) (2003년 2월)
- 선생 김봉두 OST (2003년 3월 27일)
- 내일이 오면 OST Part 4 (2012년 1월 27일)
- 골든 타임 OST Part 6 (2012년 9월 10일)
- 금 나와라, 뚝딱! OST Part 4 (2013년 7월 5일)
- 딱 너같은 딸 OST Part 3 (2015년 6월 18일)
- 보그맘 OST Part 6 (2017년 10월 20일)
- 내일도 맑음  OST Part 7 (2018년 6월 24일)

### 싱글
- 《우리들의 여름》 (2013년 6월 17일)
- 《소심한 궁금증》 (2014년 4월 3일)